# Actinomicetoma

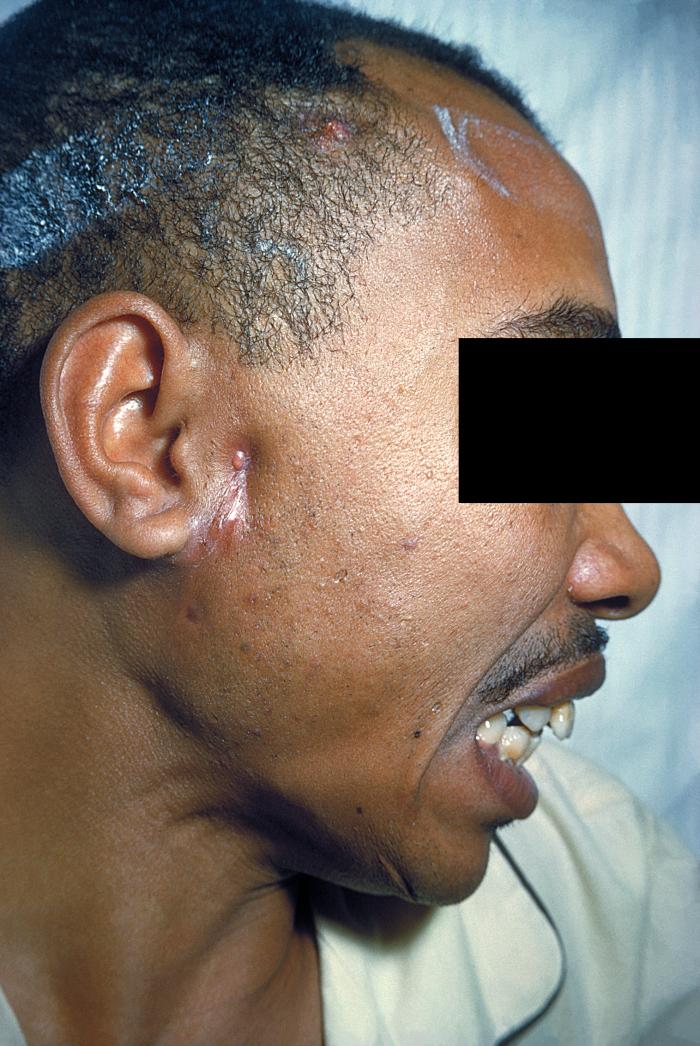
Actinomicose, na forma de um abscesso rosa oval perto do ouvido, próximo a uma cicatriz.

Actinomicose é uma doença bacteriana subcutânea caracterizada por formação de abscessos pouco dolorosos que crescem lentamente e podem infectar outros tecidos. É um micetoma, muito similar em aparência ao eumicetoma, causado por fungos como Madurella. É mais comum em homens adultos com má higiene ou doenças crônicas.

## Causas
Cerca de 70% das infecções são causadas pela entrada de Actinomyces israelii ou por Actinomyces gerencseriae em uma lesão na pele ou mucosas. A infecção também pode ser causada pelo Propionibacterium propionicus, pelo Nocardia sp. e pelo Streptomyces sp.. Essas bactérias anaeróbicas e gram positivas estão amplamente difundidas pelo meio ambiente, inclusive na pele, sistema digestivo e respiratório (são flora bacteriana normal) e só causam problemas quando outras bactérias (geralmente gram positivas e aeróbicas) ajudam na invasão dos tecidos.
A lesão que permite a entrada dessas bactérias pode ser causada por má higiene oral, doença periodontal, corte com lâmina de barbear, golpe na cara ou cirurgia recente.

## Sinais e sintomas
Os actinomicetomas geralmente aparecem na cabeça, pescoço ou tronco, ao contrário dos eumicetomas que normalmente aparecem no pé ou na mão. Esses abscessos aumentam lentamente ao longo de meses, se tornam mais dolorosos e podem coçar. Em casos graves, eles podem penetrar no osso e músculo ao redor da pele, onde se abrem e vazam grandes quantidades de pus, que geralmente contêm grânulos, com aparência de enxofre, cheios de bactérias que invadem outros tecidos e podem causar osteomielite com deformações. Quando infectam outros tecidos causam febre, mal estar geral e perda de peso. Podem infectar pulmões (pneumonia) e intestinos (enterite).

## Diagnóstico
Deve ser feita uma biópsia para microscopia, para diferenciar de eumicetoma ou outros tumores.

## Tratamento
Geralmente os pacientes toleram bem a dor e demoram pra buscar tratamento esperando que melhore sozinho, mas abscessos necessitam drenagem .
Com penicilina G intramuscular (18 a 24 milhões de UI) por três dias, mais três a doze meses com 500mg de amoxicilina. Em um caso leve todo o tratamento pode ser oral. Eritromicina é uma alternativa em caso de alergia a penicilina. Resistência a esses antibióticos é muito rara.